# FIFA Puskás Award 2018
Il FIFA Puskás Award 2018, decima edizione del premio per il gol ritenuto più bello dell'anno, è stato vinto da Mohamed Salah per la rete segnata con la maglia del Liverpool contro l'Everton in una partita della Premier League 2017-2018. L'egiziano ha ricevuto il 38% dei voti espressi nella seconda fase del sondaggio, a cui hanno partecipato i tre calciatori più votati nella prima fase.

## Classifica
| Pos.             | Giocatore                  | Squadra        | Avversario     | Risultato | Competizione                                            | Percentuale |
| ---------------- | -------------------------- | -------------- | -------------- | --------- | ------------------------------------------------------- | ----------- |
| 1                | Mohamed Salah              | Liverpool      | Everton        | 1–0       | Premier League 2017-2018                                | 38%         |
| 2                | Cristiano Ronaldo          | Real Madrid    | Juventus       | 2-0       | Quarti di finale della UEFA Champions League 2017-2018  | 22%         |
| 3                | Giorgian De Arrascaeta     | Cruzeiro       | América-MG     | 1–0       | Campionato Mineiro 2018                                 | 17%         |
| Non classificati | Gareth Bale                | Real Madrid    | Liverpool      | 3–1       | Finale della UEFA Champions League 2017-2018            |             |
| Non classificati | Denis Čeryšev              | Russia         | Croazia        | 1–0       | Quarti di finale del Campionato mondiale di calcio 2018 |             |
| Non classificati | Lazaros Christodoulopoulos | AEK Atene      | Olympiacos     | 2–2       | Souper Ligka Ellada 2017-2018                           |             |
| Non classificati | Riley McGree               | Newcastle Jets | Melbourne City | 1–1       | Play-off della A-League 2017-2018 - Semifinali          |             |
| Non classificati | Lionel Messi               | Argentina      | Nigeria        | 1–0       | Fase a gironi del Campionato mondiale di calcio 2018    |             |
| Non classificati | Benjamin Pavard            | Francia        | Argentina      | 2–2       | Ottavi di finale del Campionato mondiale di calcio 2018 |             |
| Non classificati | Ricardo Quaresma           | Portogallo     | Iran           | 1–0       | Fase a gironi del Campionato mondiale di calcio 2018    |             |